# Wahlkreis Nr. 28 (Senat der Republik Polen)
Der Wahlkreis Nr. 28 (polnisch Okręg wyborczy nr 28) ist ein seit 2011 bestehender Wahlkreis für die Wahl des Senats der Republik Polen und wurde auf Grundlage des Kodeks wyborczy vom 5. Januar 2011 (Dz.U. 2011 nr 21 poz. 112) errichtet. Das Gebiet des Wahlkreises Nr. 28 war bis dahin ein Teil des Wahlkreises Nr. 10. Die erste Wahl, die im Wahlkreis stattfand, war die Parlamentswahl am 9. Oktober 2011.
Der Wahlkreis umfasst nach dem Anlage Nr. 2 (Załącznik nr 2) des Kodeks wyborczy in der letzten Bekanntmachung vom 22. Februar 2019 (Dz.U. 2019 poz. 684) die kreisfreie Stadt Piotrków Trybunalski und die Powiate Bełchatowski, Piotrkowski und Radomszczański der Woiwodschaft Łódź (Województwo łódzkie).
Der Sitz der Wahlkreiskommission ist Piotrków Trybunalski.

## Wahlkreisvertreter
| WP    | Wahl | Senator | Senator                 | Wahlkomitee               |
| ----- | ---- | ------- | ----------------------- | ------------------------- |
| VIII. | 2011 |         | Wiesław Józef Dobkowski | KW Prawo i Sprawiedliwość |
| IX.   | 2015 |         | Wiesław Józef Dobkowski | KW Prawo i Sprawiedliwość |

## Wahlergebnisse

### Parlamentswahl 2011
Die Wahl fand am 9. Oktober 2011 statt.
Beide amtierenden Senatoren des ehemaligen Wahlkreises Nr. 10 traten zur Wiederwahl an. Grzegorz Wojciechowski konnte sein Mandat im neu errichteten Wahlkreis Nr. 29 verteidigen und Wiesław Dobkowski seines im Wahlkreis Nr. 28. Für beide Senatoren war dies die 2. Amtszeit.
| # | Kandidat | Kandidat                     | Wahlkomitee                                | Stimmen | Prozent |
| - | -------- | ---------------------------- | ------------------------------------------ | ------- | ------- |
| 1 |          | Marian Wojciech Błaszczyński | KWW Unia Prezydentów – Obywatele do Senatu | 18.733  | 13,08 % |
| 2 |          | Bogdan Tadeusz Bujak         | KW Sojusz Lewicy Demokratycznej            | 22.065  | 15,41 % |
| 3 |          | Wiesław Józef Dobkowski      | KW Prawo i Sprawiedliwość                  | 51.797  | 36,16 % |
| 4 |          | Arkadiusz Wojciech Pawełczyk | KW Polskie Stronnictwo Ludowe              | 16.504  | 11,52 % |
| 5 |          | Ludomir Michał Pencina       | KW Platforma Obywatelska RP                | 34.126  | 23,83 % |

Wahlberechtigte: 321.820 – Wahlbeteiligung: 46,49 % – Quelle: Dz.U. 2011 nr 218 poz. 1295

### Parlamentswahl 2015
Die Wahl fand am 25. Oktober 2015 statt.
Wiesław Dobkowski kandidierte erfolgreich für eine 3. Amtszeit im Senat und konnte sein Wahlergebnis im Vergleich zur letzten Wahl um zehn Prozentpunkte ausbauen.
| # | Kandidat | Kandidat                 | Wahlkomitee                                  | Stimmen | Prozent |
| - | -------- | ------------------------ | -------------------------------------------- | ------- | ------- |
| 1 |          | Jarosław Konrad Brózda   | KWW Razem do Senatu                          | 21.309  | 13,75 % |
| 2 |          | Janusz Robert Budziński  | KKW Zjednoczona Lewica SLD+TR+PPS+UP+Zieloni | 18.694  | 12,06 % |
| 3 |          | Wiesław Józef Dobkowski  | KW Prawo i Sprawiedliwość                    | 71.764  | 46,29 % |
| 4 |          | Adam Andrzej Macierewicz | KW Platforma Obywatelska RP                  | 23.122  | 14,92 % |
| 5 |          | Marek Marian Mazur       | KW Polskie Stronnictwo Ludowe                | 20.129  | 12,98 % |

Wahlberechtigte: 318.995 – Wahlbeteiligung: 50,70 % – Quelle: Dz.U. 2015 poz. 1732